# Greedhead Music
Greedhead Music — независимый звукозаписывающий лейбл, основанный Химаншу Сури из группы Das Racist. Изначально Сури основал Greedhead Music как управляющую и звукозаписывающую компанию в 2008 году для группы Das Racist. Первыми релизами Greedhead стали микстейпы группы в 2010 году: Shut Up, Dude и Sit Down, Man. Первый коммерческий альбом Das Racist, Relax, также стал первым коммерческим релизом на лейбле Greedhead. С тех пор Greedhead выпустил сольные микстейпы Kool A.D. (The Palm Wine Drinkard и 51) и Heems (Nehru Jackets). Лейбл также выпустил работы Dash Speaks, Weekend Money, Keepaway, Lakutis, Big Baby Gandhi, Le1f, Antwon, и Мейхем Лорен, а также не хип-хоп исполнителей, таких как певец Safe, шотландский коллектив Tigerstyle, и комик Джо Манде.
9 июля 2015 года Сури объявил, что он фактически закрывает Greedhead. Он заявил, что расходы на выпуск и продвижение бесплатных релизов для исполнителей из ростера лейбла оставили его в долгу более чем на 10 000 долларов. Однако Сури добавил, что его собственная музыка будет продолжать выходить на лейбле Greedhead.

## Ростер
- Bear Hands
- Big Baby Gandhi[англ.]
- Das Racist
- Heems
- Джо Манде[англ.]
- Kool A.D.[англ.]
- Lakutis[англ.]
- Le1f[англ.]
- Мейхем Лорен[англ.]